# Zhongxiniscus intermedius
Lo zhongxinisco (Zhongxiniscus intermedius) è un cordato estinto. Visse nel Cambriano inferiore (circa 520 milioni di anni fa) e i suoi resti fossili sono stati ritrovati in Cina.

## Descrizione
Questo animale è noto grazie a un singolo esemplare ben conservato: possedeva un corpo simile a quello di un pesce, ed era lungo circa un centimetro. Il corpo era largo e piccolo, ed era dotato di strutture note come miomeri (tipici anche dell'anfiosso attuale) a forma di S; questi miomeri erano in numero di sette ogni millimetro di lunghezza. Era presente una lunga pinna dorsale che si univa alla pinna caudale. Era inoltre presente una lunga e bassa pinna ventrale. Zhongxiniscus era molto simile a un altro cordato arcaico, Cathaymyrus, ma se ne differenziava per alcuni aspetti: Cathaymyrus non possedeva la pinna dorsale e il corpo era più allungato. I miomeri e la pinna dorsale assomigliavano a quelli di altri cordati arcaici (Haikouichthys e Myllokunmingia), ma i miomeri di questi due ultimi generi erano a forma di zigzag e le pinne erano dotate di raggi, di cui invece Zhongxiniscus era sprovvisto.

## Classificazione
Zhongxiniscus intermedius venne descritto per la prima volta nel 2001, sulla base di un fossile ritrovato nella zona di Chengjiang (provincia di Yunnan, Cina), in un giacimento ricco di fossili del Cambriano inferiore. Se comparato ad altri cordati del Cambriano, sembra che Zhongxiniscus fosse in una posizione evolutivamente  intermedia tra Cathaymyrus e i più derivati Haikouichthys e Myllokunmingia (da qui l'epiteto specifico, intermedius).